# アントニオ・デ・ニグリス
アントニオ・デ・ニグリス（Antonio de Nigris Guajardo、1978年4月1日 - 2009年11月16日）は、メキシコ・モンテレイ出身の元サッカー選手。メキシコ代表であった。ポジションはFW。2009年11月、31歳で心臓発作により急死した。

## 経歴

### クラブ
ヌエボ・レオン州のモンテレイに生まれ、地元のCFモンテレイからデビューした。2003年にスペイン・セグンダ・ディビシオン（2部）のビジャレアルCFに移籍し、ポリ・エヒド時代も含めて2年間ほどスペインでプレーするが、大きなインパクトは残せなかった。コロンビア・プロサッカーリーグのオンセ・カルダスに在籍していた2004年にはインターコンチネンタルカップに出場し、FCポルトとの試合でPKを決めたが、PK戦の末に敗れている。その後再びメキシコに戻ったが、2006年3月20日にブラジル・セリエAのサントスFCと契約し、コパ・ド・ブラジルのブラジリエンセFC戦でデビューした。同年後半にはトルコのガズィアンテプスポルに移籍し、アンカラスポル、MKEアンカラギュジュと短期間にトルコのクラブを渡り歩いた。心臓に問題が見つかってアンカラギュジュとの契約を解除され、トルコサッカー連盟からプレーのライセンスを剥奪された。
2009年夏、ギリシャ・スーパーリーグのAEL 1964と2年契約を結んだ。同年11月16日、就寝中に心臓発作を起こして急死した。31歳没。この時、妻との間には5歳になる娘がいた。

### 代表
2001年3月7日、ブラジルとの親善試合 (3-3) でメキシコ代表デビューし、その試合で初得点も決めた。3月25日に行われた2002 FIFAワールドカップ・北中米カリブ海予選のジャマイカ戦では、先制点を含む2得点を挙げて4-0での快勝に貢献した。5月から6月にかけて日本と韓国で共催されたFIFAコンフェデレーションズカップ2001に出場し、7月に出場したコロンビア開催のコパ・アメリカ2001では決勝で開催国に敗れたが準優勝の成績を残した。
その後7年間ほど代表から離れていたが、2008年2月6日のアメリカとの親善試合のためにウーゴ・サンチェス監督に招集され、久々の代表復帰を果たした。途中出場したこの試合では実力を発揮できなかったが、ロンドンで行われたガーナとの親善試合にも出場した。31歳で死去するまでに16試合に出場して4得点を挙げている。

## 人物
弟のアルド・デ・ニグリスもサッカー選手であり、以前デ・ニグリスも所属していたメキシカン・サッカーリーグのCFモンテレイでプレーしている。兄のアルフォンソ・デ・ニグリスは俳優や男性モデルとして活躍している。

## 所属クラブ
- 1999-2002  CFモンテレイ
- 2003  クラブ・アメリカ
- 2003  ビジャレアルCF
- 2003-2004  ポリ・エヒド
- 2004  オンセ・カルダス
- 2005  プエブラFC
- 2005  クラブ・ウニベルシダ・ナシオナル
- 2006  サントスFC
- 2006-2007  ガズィアンテプスポル
- 2008  アンカラスポル
- 2008  MKEアンカラギュジュ
- 2009  AEL 1964

## 個人成績

### 代表での得点
| #  | 日時          | 場所           | 対戦相手   | スコア | 最終結果 | 大会                                        |
| -- | ------------- | -------------- | ---------- | ------ | -------- | ------------------------------------------- |
| 1. | 2001年3月7日  | グアダラハラ   | ブラジル   | 2-0    | 3-3      | 親善試合                                    |
| 2. | 2001年3月25日 | メキシコシティ | ジャマイカ | 1-0    | 4-0      | 2002 FIFAワールドカップ・北中米カリブ海予選 |
| 3. | 2001年3月25日 | メキシコシティ | ジャマイカ | 2-0    | 4-0      | 2002 FIFAワールドカップ・北中米カリブ海予選 |
| 4. | 2001年8月23日 | ベラクルス     | リベリア   | 5-4    | 5-4      | 親善試合                                    |